# Antonín Vězda
Antonín Vězda (25. listopadu 1920 Brno – 10. listopadu 2008) byl český lichenolog, jeden z nejvlivnějších a nejautoritativnějších lichenologů 20. století.

## Biografie
Narodil se v rodině knihtiskaře a amatérského mykologa Antonína Vězdy. V roce 1945, po skončení 2. světové války, vstoupil na Masarykovu univerzitu Brno. V roce 1948 dokončil Masarykovu univerzitu, v roce 1953 — Zemědělskou univerzitu[ujasnit], načež začal přednášet. V roce 1960 byl Vězda vyhozen z univerzity, protože nebyl komunista, byl nucen pracovat jako lesník.
Od roku 1968 Antonín Vězda pracoval jako vědecký spolupracovník Institutu botaniky Československé akademie věd. Publikoval historicky nejobjemnější sérii exsikátů lišejníků — Lichenes selecti exsiccati, skládající se z 2500 druhů lišejníků z celého světa.
Vězda byl specialistou na olistěné lišejníky, studoval jejich způsoby nepohlavního rozmnožování, delší dobu studoval flóru kavkazských lišejníků. Ve volném čase se staral o zahradu cibulovitých rostlin, které mu zasílali lichenologové z různých regionů světa.
V roce 1992 byla Vězdovi udělena Achariova medaile.

## Některé publikace
- Poelt, J.; Vězda, A. Bestimmungsschlüssel europäischer Flechten. 1974. Vaduz. 757 s.
- Vězda, A.; Liška, J. Katalog lišejníků České republiky. 1999. Průhonice. 283 s. ISBN 80-86188-03-5.

## Rody nazvané na počest A. Vězdy
- Vezdaea Tscherm.-Woess & Poelt, 1976